# Giovanni Manna
Giovanni Manna (Napoli, 21 gennaio 1813 – Napoli, 23 luglio 1865) è stato un giurista e politico italiano.

## Biografia
Giurista, insegnò Diritto Amministrativo all'Università di Napoli fino al 1860 quando, dopo l'Unità, svolse una più intensa attività politica. Assieme a Pietro Calà Ulloa, Enrico Cenni e Federico Persico, appartenne al gruppo di intellettuali napoletani "neoguelfi", ossia cattolici moderati che aspiravano a una confederazione di stati preunitari sotto la presidenza del papa, secondo quanto teorizzato nel 1843 da Gioberti nel Del primato morale e civile degli italiani. 
Liberale, fu ministro sia nel Regno delle Due Sicilie che nel Regno d'Italia: 
- nel Regno delle Due Sicilie fu ministro delle Finanze nel 1848 (I governo di Carlo Troja) e nel 1860 (governo di Antonio Spinelli di Scalea). Dopo una sua fallita legazione per ottenere un accordo con i piemontesi si ritirò dalla vita politica attiva.
- nel Regno d'Italia fu ministro dell'agricoltura, dell'industria e del commercio nei governi Farini e Minghetti I). Durante questo mandato prese parte al dibattito per l'unificazione degli istituti d'emissione monetaria, che si ebbe nel primo decennio unitario. Come ministro il Manna propugnava, con tesi moderne e avanzate per l'epoca, l'unione di tutti gli istituti d'emissione secondo il modello francese.

La sua attività di giurista è nota soprattutto per aver scritto in Italia il primo libro di Diritto Amministrativo  con il suo "Il diritto amministrativo del regno delle Due Sicilie" pubblicato da 1840 al 1847. Celebre è la sua frase: i governi passano, l'amministrazione resta. G. Manna riteneva che la politica per sua natura "incostante" deve camminare sul terreno «apparecchiato e coltivato dalla saggia amministrazione », e «ha così meno voglia e occasione di fare strepito e rovine». Con queste tesi si anticipano i  più moderni propugnati nel diritto amministrativo con la netta la distinzione tra politica e amministrazione: la prima è veloce e transitoria, l'amministrazione è lenta e stabile. Quindi, all'orizzonte di brevi periodi di governi e di maggioranze parlamentari variabili si contrappone la lunga durata delle istituzioni amministrative.

Come economista intervenne in maniera decisiva nel dibattito accademico italiano della metà del XIX vertente sulla opportunità di adottare il paradigma marginalista nello studio dell'economia politica.
Fu nominato senatore del Regno il 16 novembre 1862, carica che mantenne fino alla morte, avvenuta il 23 luglio 1865 all'età di 52 anni.

## Opere
- Giovanni Manna, Della giurisprudenza e del foro napoletano: dalla sua origine fino alla pubblicazione delle nuove leggi, Napoli: Off. tip., 1839
- Giovanni Manna, Il diritto amministrativo del regno delle Due Sicilie: saggio teoretico, storico e positivo: parte I, II, III, Napoli: Tip. all'Insegna di Dante, 1840-1847
- Giovanni Manna, Il dritto costituzionale d'Europa ossia raccolta delle principali costituzioni politiche d'Europa dal 1791 fino a nostri giorni comparate ed illustrate per cura di Giovanni Manna, Napoli: Porcelli, 1848
- Giovanni Manna, Partizioni teoretiche del Diritto Amministrativo ossia, Introduzione alla scienza ed alle leggi dell'amministrazione pubblica, Napoli: G. Nobile, 1860
- Giovanni Manna, Le province meridionali del Regno d'Italia, Napoli: Stabilimento tipografico del cav. G. Nobile, 1862

Scritto su Giovanni Manna
- Corvaglia Ennio, Le due Italie Giovanni Manna e l'unificazione liberale, Casa Editrice Guida,  Napoli,  2012